# Ildebrando II
Ildebrando II (Toscana, segle XI) va ser un noble italià.
Va ser fill d'Ildebrando I, l'origen del qual no està esclarit. Hom l'ha identificat a l'audiència de 1068 a Lucca a petició de la marquesa Beatrice de Toscana, a la qual també assisteix el seu germà Alberto, i on se'ls esmenta com fills d'Ildebrando.